# Nossage-et-Bénévent

Nossage-et-Bénévent este o comună în departamentul Hautes-Alpes, Franța. În 1 ianuarie 2022 avea o populație de 11 de locuitori.